# Asociația de Standardizare din România
Asociația de Standardizare din România (ASRO) este o organizație neguvernamentală (ONG) fără scop lucrativ împuternicită să gestioneze standardizarea în România.
A fost înființată în forma actuală în anul 1998, prin preluarea patrimoniului Institutului Român de Standardizare și al Centrului Național de Formare și Management pentru Asigurarea Calității.

## Statutul și rolul
ASRO deține monopolul standardizării în România și în același timp România este singura țară din spațiul Uniunii Europene în care organismul național de standardizare este un ONG ce nu este obligat să dea nicio socoteală statului legat de activitatea sa. Deși este o entitate privată, coordonează politica statului în domeniul standardizării și are abilități în controlul implementării și organizarea de cursuri pentru cei care vor să adopte standarde.
În România, dreptul de autor în domeniul standardizării aparține ASRO, în contextul în care, conform noii abordări europene în domeniu, dreptul de autor este perceput ca o „barieră în calea liberului schimb care rezultă din reglementări tehnice”. Se consideră astfel, că nu se poate institui drept de autor pentru standardele care au la bază experiența tehnică dobândită de generații și, mai mult, care are și aplicare voluntară (adică nu este obligatorie).